# Stenopogon trivialis
Stenopogon trivialis är en tvåvingeart som beskrevs av H. Oldroyd 1974. Stenopogon trivialis ingår i släktet Stenopogon och familjen rovflugor. Inga underarter finns listade i Catalogue of Life.